# S-vrstva

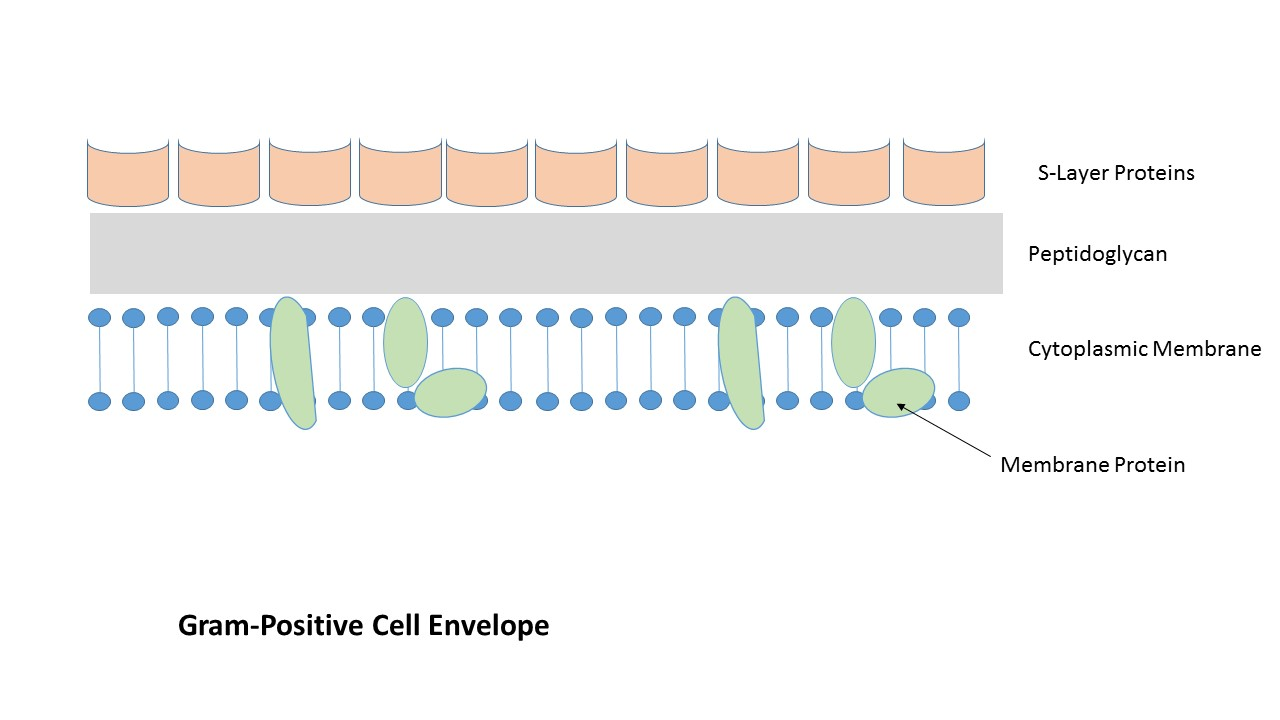
Schéma buněčné stěny grampozitivních bakterií

S-vrstva je vrstva na povrchu buněk některých bakterií a archeí. Je poměrně kompaktní a je tvořená proteiny či glykoproteiny. Jsou tvořené asi 3-30 nm velkými, souměrnými podjednotkami, které mívají tvar například čtverce či šestiúhelníku (často vypadají jako dlažnice. Vyskytují se v ní póry o průměru asi 2-8 nanometrů.
S-vrstva slouží zejména k ochraně před nebezpečnými enzymy, jedovatými látkami, výchylkami pH, predátory (Bdellovibrio atp.) a parazity (viry - bakteriofágy). Zároveň pomáhá uchytit buňku k povrchu, chránit před imunitním systémem hostitele (před účinky komplementu atp.) a podobně.